# Перелучье
Перелучье — деревня в Локнянском районе Псковской области. Входит в состав сельского поселения «Михайловская волость».
Деревня расположена на берегу реки Локня, в 16 км к юго-западу от районного центра Локни и в 8 км к юго-западу от волостного центра Михайлов Погост.

## Население
Численность населения деревни в 2000 году составляла 78 жителей, в 2011 году — 49 жителей.